# Can Diviu (Mataró)
Can Diviu és una masia de Mataró (Maresme) protegida com a bé cultural d'interès local.

## Descripció
Masia molt modificada al llarg del temps, de planta baixa pis i golfes amb coberta a dues vessants.
La façana principal conserva el portal de mig punt adovellat i els brancals i llindes de pedra de les finestres en una de les quals figura la data 1698. Al primer pis se situen tres finestres i un rellotge de sol. A la planta golfes hi ha quatre obertures modificades. Es conserven els carreus de pedra dels extrems de la façana de llevant.
La volumetria inicial s'ha vist alterada per successius afegits que han desfigurat la composició original.